# Satélites GPS

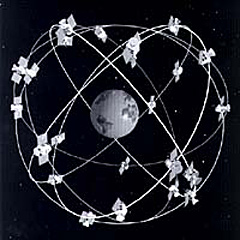
Constelación de satélites GPS (no a escala)

Varias órbitas terrestres a escala; la línea de puntos verde es la órbita terrestre media, una órbita típica del GPS.

Animación de las órbitas de los satélites GPS desde el 15 de mayo de 2013 hasta el 6 de septiembre de 2018.
USA-242
USA-239
USA-151
Tierra
Nota: Esta animación no refleja las órbitas reales, que son aproximadamente 350 veces más densas que éstas.

Un satélite GPS es un sistema de navegación por satélite utilizado por el Sistema de Posicionamiento Global NAVSTAR (GPS). El primer satélite del sistema, Navstar 1, fue lanzado el 22 de febrero de 1978. La constelación de satélites GPS es operada por el 2º Escuadrón de Operaciones Espaciales (2SOPS) del Space Delta 8 (anteriormente el Grupo de Operaciones de la 50.ª Ala Espacial) de la Fuerza Espacial de los Estados Unidos.
Los satélites GPS giran alrededor de la Tierra a una altitud de unos 20 000 km (veinte mil kilómetros) y completan dos órbitas completas cada día.

## Satélites del Bloque I
Rockwell International obtuvo un contrato en 1974 para construir los primeros ocho satélites del Bloque I. En 1978, el contrato se amplió para construir otros tres satélites del Bloque I. Comenzando con Navstar 1 en 1978, diez satélites GPS "Block I" fueron lanzados con éxito. Un satélite, "Navstar 7", se perdió debido a un lanzamiento fallido el 18 de diciembre de 1981.
Los satélites del Bloque I fueron lanzados desde la Base Aérea de Vandenberg usando cohetes Atlas que fueron convertidos en misiles balísticos intercontinentales. Los satélites fueron construidos por Rockwell International en la misma planta de Seal Beach, California, donde se construyeron las segundas etapas S-II de los cohetes Saturno V.
La serie del Bloque I consistía en los satélites de validación del concepto y reflejaba varias etapas del desarrollo del sistema. Las lecciones aprendidas de los 10 satélites de la serie se incorporaron a la serie del Bloque II, plenamente operativa.
Los paneles solares duales suministraron más de 400 W de energía, cargando baterías de níquel-cadmio para operaciones en la sombra de la Tierra. Las comunicaciones en banda S se utilizaban para el control y la telemetría, mientras que un canal de UHF proporcionaba enlaces cruzados entre las naves espaciales. Un sistema de propulsión de hidracina se utilizó para la corrección orbital. La carga útil incluía dos señales de navegación en banda L a 1575,42 MHz (L1) y 1227,60 MHz (L2).
El último lanzamiento del Bloque I se realizó el 9 de octubre de 1985, pero el último satélite del Bloque I no se puso fuera de servicio hasta el 18 de noviembre de 1995, bastante más allá de su vida útil de diseño de 5 años.

## Satélites del BloqueII

### Serie inicial del BloqueII
Los satélites del Bloque II fueron los primeros satélites GPS operativos a gran escala, diseñados para proporcionar 14 días de funcionamiento sin ningún contacto con el segmento de control. El principal contratista fue Rockwell International, que construyó un vehículo de calificación SVN 12 después de una enmienda al contrato del Bloque I. En 1983, la empresa obtuvo un contrato adicional para construir 28 satélites del Bloque II/IIA.
Las naves espaciales del Bloque II se estabilizaron en tres ejes, con el apuntado al suelo mediante ruedas de reacción. Dos conjuntos solares suministraron 710 W de potencia, mientras que las comunicaciones en banda S se utilizaron para el control y la telemetría. Se utilizó un canal de UHF para los enlaces cruzados entre las naves espaciales. Un sistema de propulsión de hidracina se utilizó para la corrección orbital. La carga útil incluía dos señales GPS en banda L a 1575,42 MHz (L1) y 1227,60 MHz (L2). Cada nave espacial llevaba dos relojes de rubidio y dos de cesio, así como sensores de detección de detonaciones nucleares, lo que daba lugar a una masa de 1660 kg.
El primero de los nueve satélites de la serie inicial del Bloque II fue lanzado el 14 de febrero de 1989; el último fue lanzado el 1 de octubre de 1990. El último satélite de la serie se retiró el 15 de marzo de 2007, bastante más allá de su vida útil de 7,5 años.

### Serie del BloqueIIA
Los satélites del Bloque IIA eran versiones ligeramente mejoradas de los del Bloque II, diseñados para proporcionar 180 días de funcionamiento sin contacto con el segmento de control. Sin embargo, la masa aumentó a 1816 kg.
Se lanzaron 19 satélites de la serie del Bloque IIA, el primero el 26 de noviembre de 1990 y el último el 6 de noviembre de 1997. El último satélite del Bloque IIA (SVN-34) emitía en la señal PRN 18. Fue retirado del servicio el 9 de octubre de 2019.
Dos de los satélites de esta serie, los números 35 y 36, están equipados con retrorreflectores láser, lo que les permite ser rastreados independientemente de sus señales de radio, proporcionando una separación inequívoca de los errores de reloj y efemérides.

### Serie del Bloque IIR

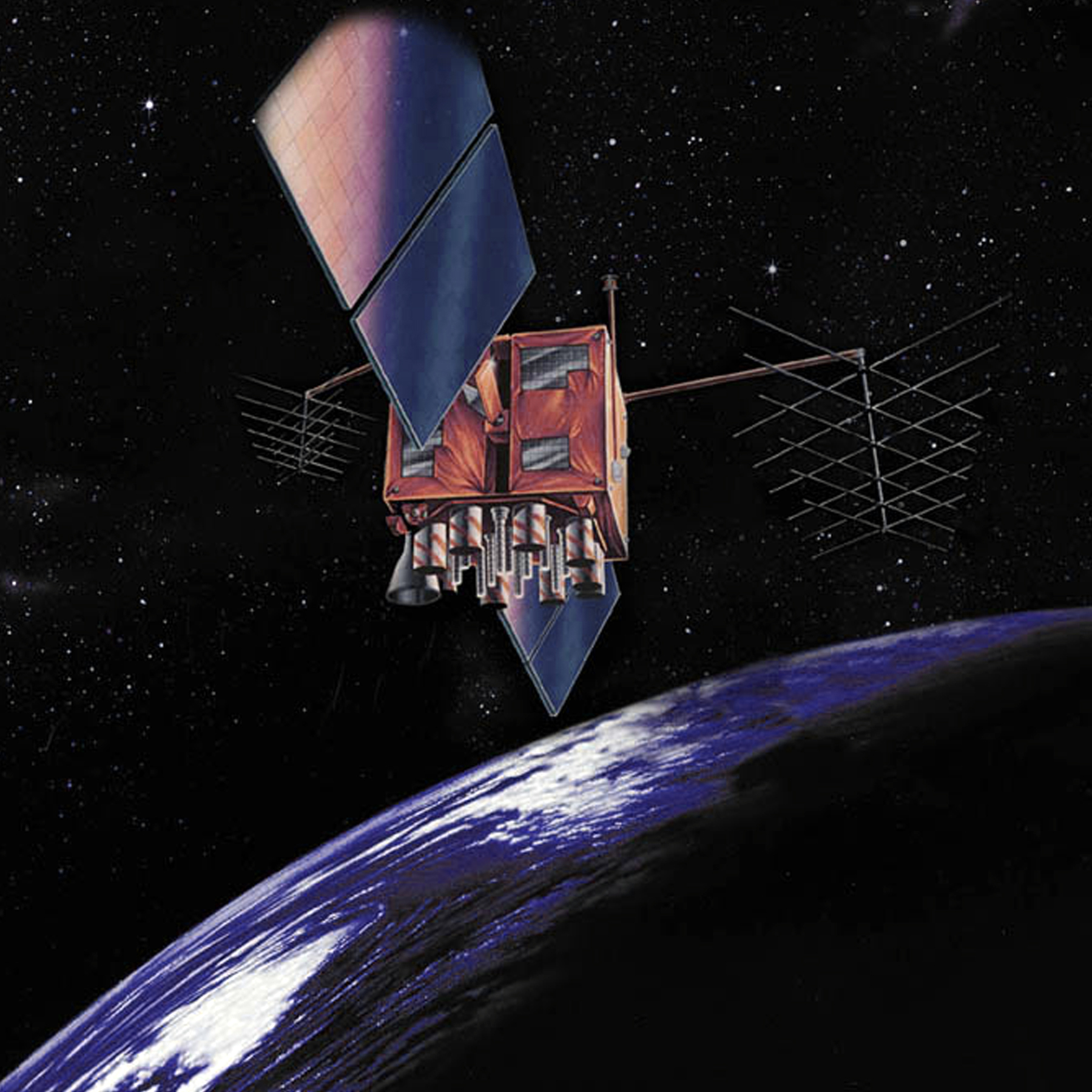
Impresión artística de un satélite GPS-IIR en órbita.

La serie del Bloque IIR son satélites de "reposición" (reemplazo) desarrollados por Lockheed Martin. Cada satélite pesa 2030 kg en el lanzamiento y 1080 kg una vez en órbita. El primer intento de lanzamiento de un satélite del Bloque IIR falló el 17 de enero de 1997 cuando el cohete Delta II explotó a los 12 segundos de vuelo. El primer lanzamiento exitoso fue el 23 de julio de 1997. Doce satélites de la serie fueron lanzados con éxito. Al menos diez satélites de este bloque llevaban una carga útil experimental en banda S para búsqueda y rescate, conocida como Sistema de Satélites de Alerta de Emergencia.

### Serie del BloqueIIR-M

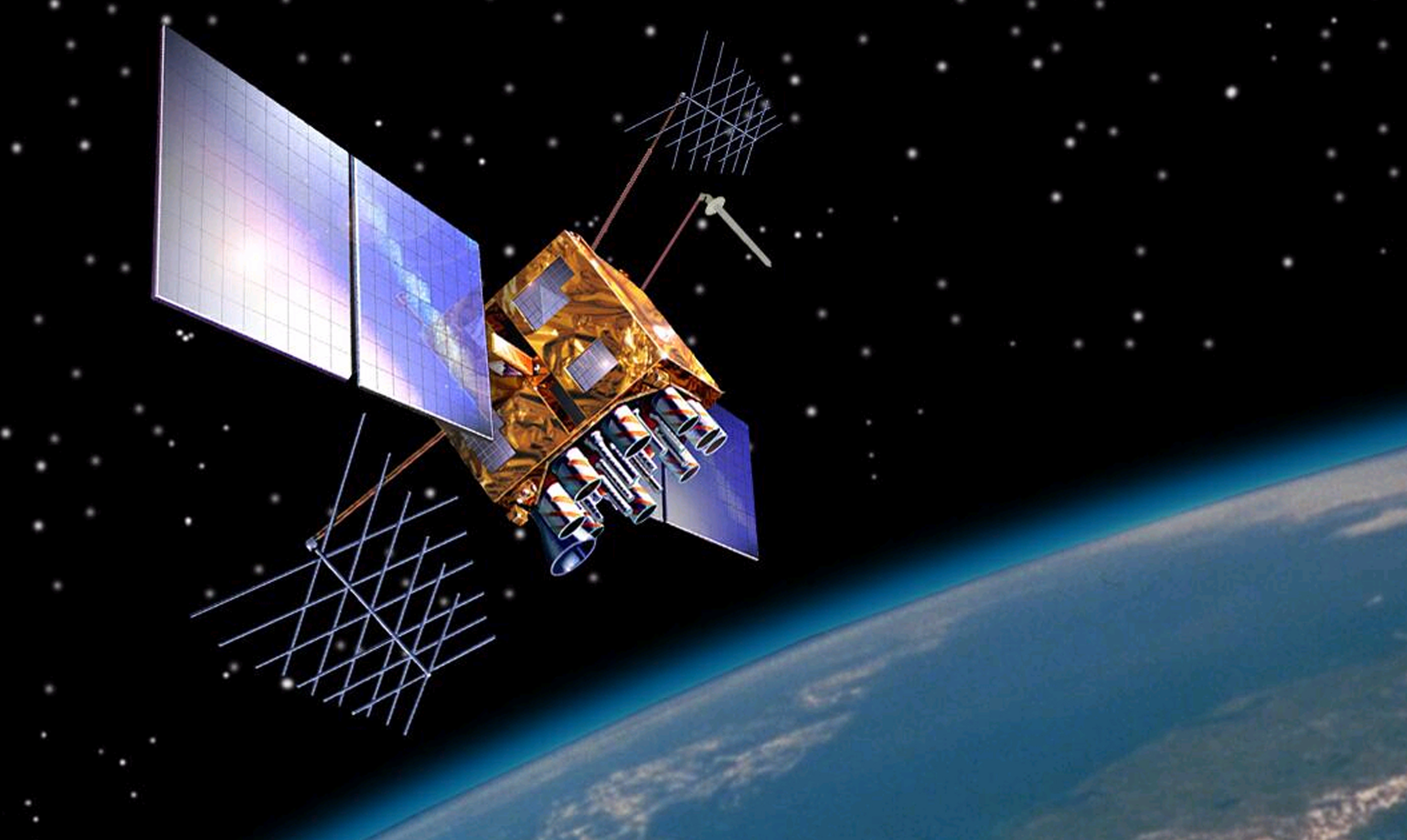
Impresión artística de un satélite GPS-IIRM en órbita.

Los satélites del Bloque IIR-M incluyen una nueva señal militar y una señal civil más robusta, conocida como L2C. Hay ocho satélites en la serie del Bloque IIR-M, que fueron construidos por Lockheed Martin. El primer satélite del Bloque IIR-M fue lanzado el 26 de septiembre de 2005. El lanzamiento final de un IIR-M fue el 17 de agosto de 2009.

### Serie del BloqueIIF

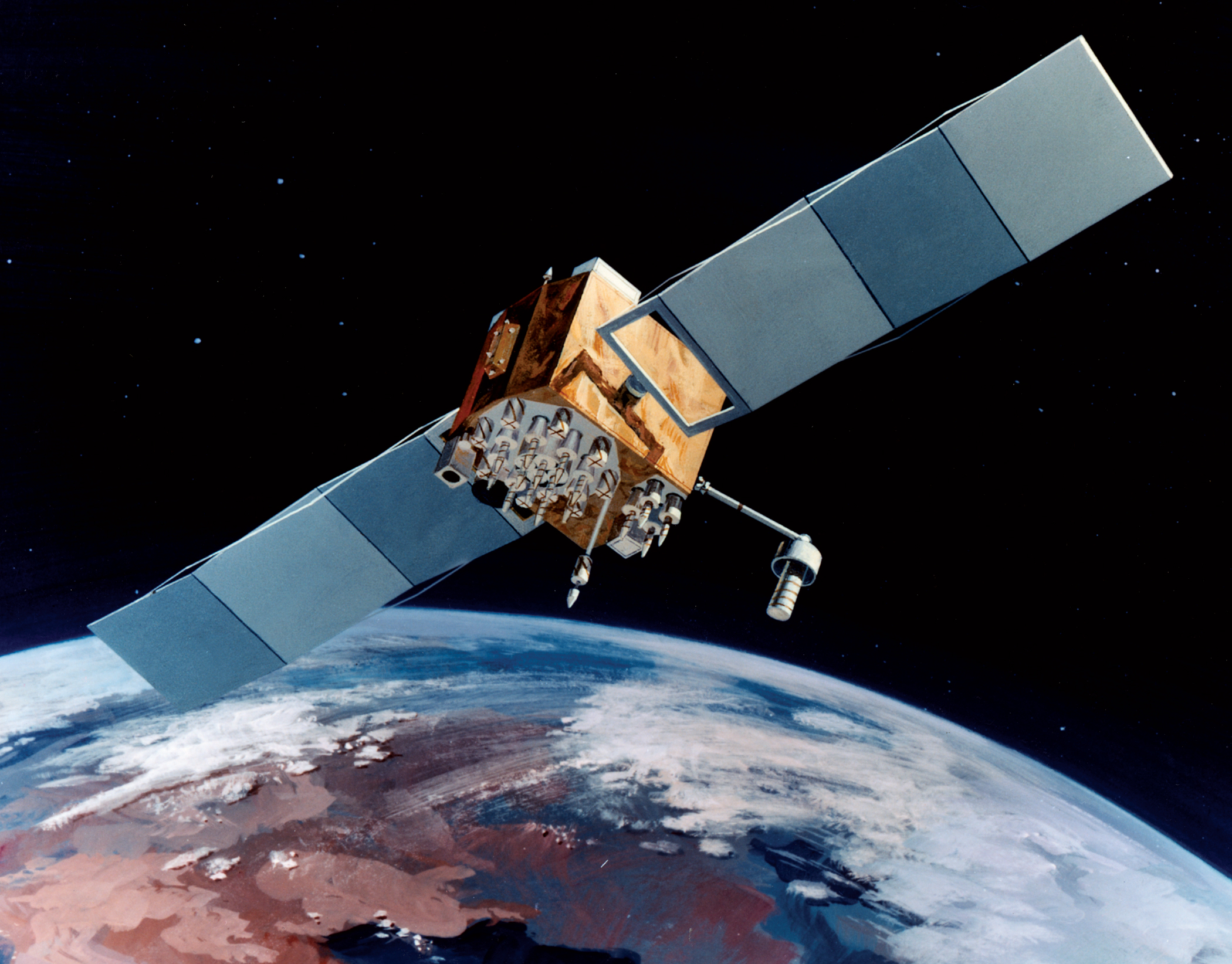
Impresión artística de un satélite Navstar-2F en órbita.

La serie del Bloque IIF son satélites de "seguimiento" desarrollados por Boeing. El satélite tiene una masa de 1630 kg y una vida útil de diseño de 12 años. El primer vehículo espacial del Bloque IIF fue lanzado en mayo de 2010 en un cohete Delta IV. El duodécimo y último lanzamiento de un IIF fue el 5 de febrero de 2016.

## Satélites del BloqueIII

### Serie del BloqueIIIA

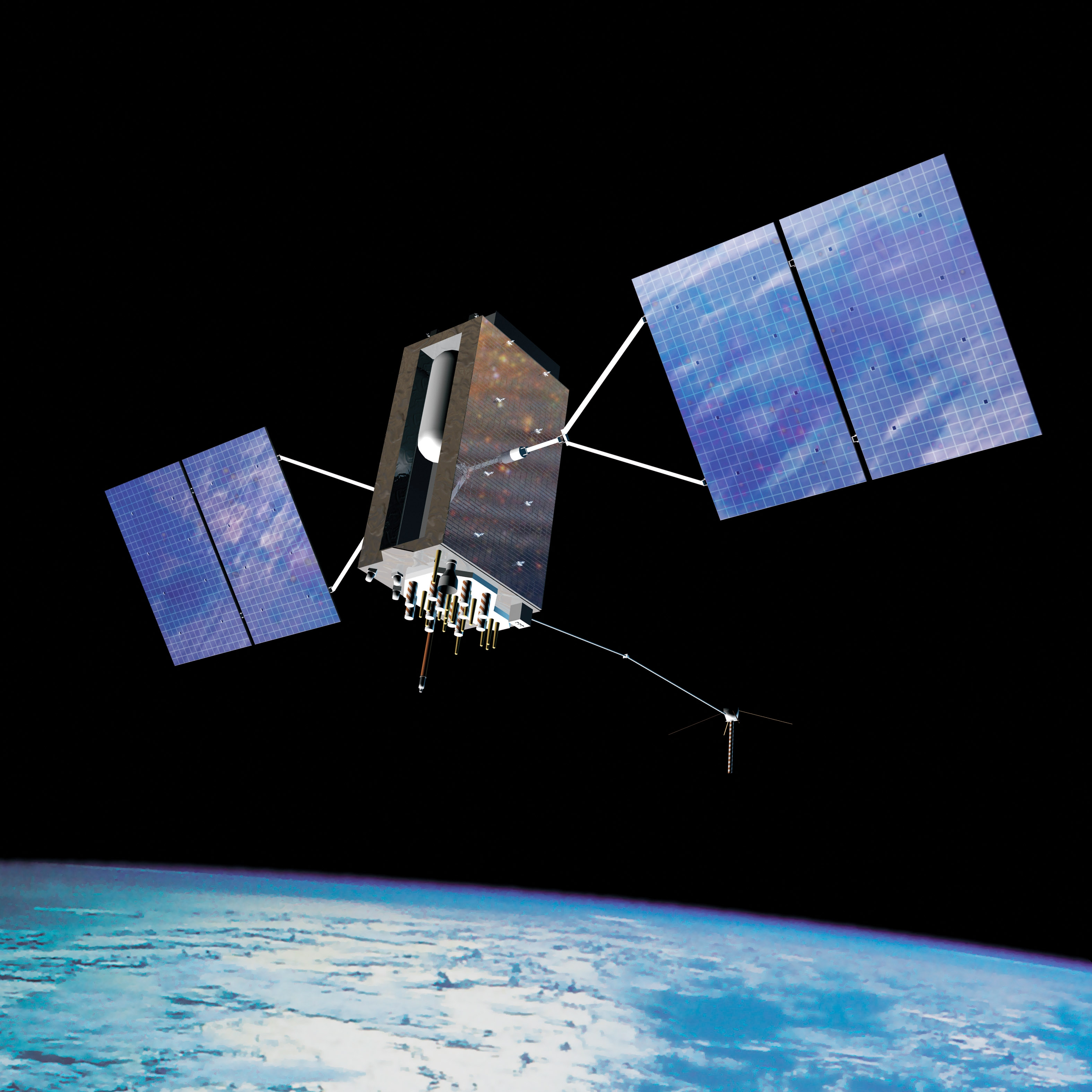
Impresión artística de un satélite GPS del Bloque IIIA en órbita.

El Bloque IIIA del GPS es la primera serie de satélites GPS de tercera generación, que incorpora nuevas señales y emisiones a niveles de potencia más altos. En septiembre de 2016, la Fuerza Aérea otorgó a Lockheed Martin una opción de contrato para dos satélites más del Bloque IIIA, estableciendo el número total de satélites GPS IIIA en diez. El 23 de diciembre de 2018 se lanzó el primer satélite GPS III a bordo de un SpaceX Falcon 9 Full Thrust. El 22 de agosto de 2019, el segundo satélite GPS III fue lanzado a bordo de un Delta IV. El tercer satélite GPS III se lanzó el 30 de junio de 2020, a bordo de un vehículo de lanzamiento SpaceX Falcon 9. El cuarto satélite GPS III se lanzó el 5 de noviembre de 2020, también a bordo de un Falcon 9.

### Serie del BloqueIIIF
El Bloque IIIF es el segundo conjunto de satélites GPS del Bloque III, que constará de hasta 22 vehículos espaciales. Se espera que los lanzamientos del Bloque IIIF comiencen no antes de 2026 y continúen hasta 2034.